# يوري شيفتشوك (لاعب كرة قدم)
يوري شيفتشوك (بالأوكرانية: Юрій Степанович Шевчук)‏ هو لاعب كرة قدم أوكراني في مركز حراسة المرمى، ولد في 6 مايو 1985 في Zviahel ‏ في أوكرانيا. لعب مع نادي روخ لفيف.

## وصلات خارجية
- يوري شيفتشوك (لاعب كرة قدم) على موقع اتحاد أوكرانيا (الإنجليزية)
- يوري شيفتشوك (لاعب كرة قدم) على موقع قاعدة بيانات كرة القدم.إي يو (الإنجليزية)
- يوري شيفتشوك (لاعب كرة قدم) على موقع Soccerway.com (الإنجليزية)
- يوري شيفتشوك (لاعب كرة قدم) على موقع عالم كرة القدم.نت (الإنجليزية)